# Skalná
Skalná (jusqu'en 1950 : Vildštejn ; en allemand : Wildstein) est une ville du district de Cheb, dans la région de Karlovy Vary, en Tchéquie. Sa population s'élevait à 1 988 habitants en 2020.

## Géographie
Skalná se trouve à 11 km à l'ouest-sud-ouest de Cheb, à 38 km à l'ouest-sud-ouest de Karlovy Vary et à 149 km au nord-est de Prague.
La commune est limitée par Plesná et Hazlov au nord, par Křižovatka à l'est, par Františkovy Lázně et Hazlov au sud, et par Vojtanov et par l'Allemagne à l'ouest.

## Histoire
La première mention écrite de la localité date de 1166.

## Galerie

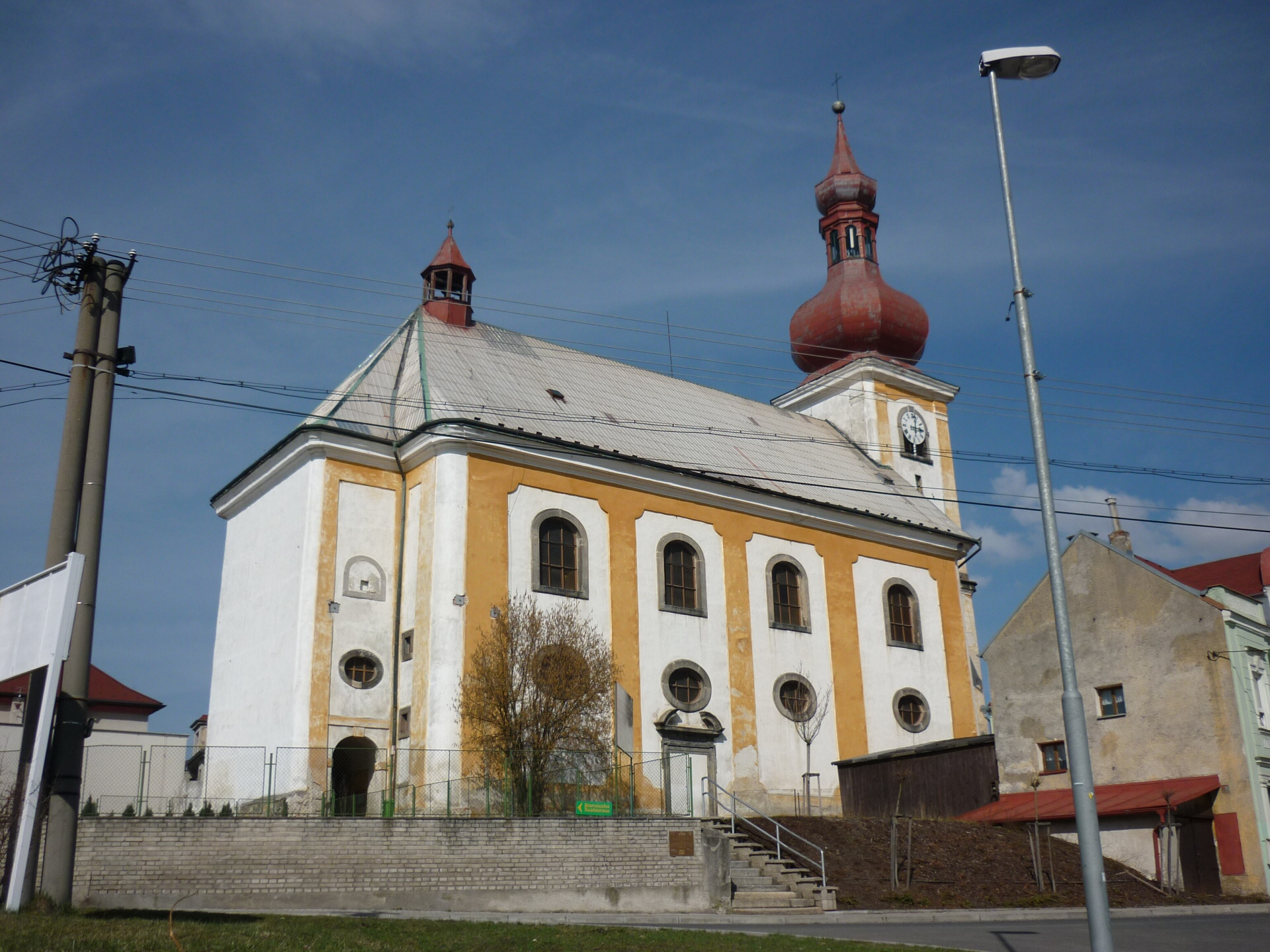
Église Saint-Jean-Baptiste.
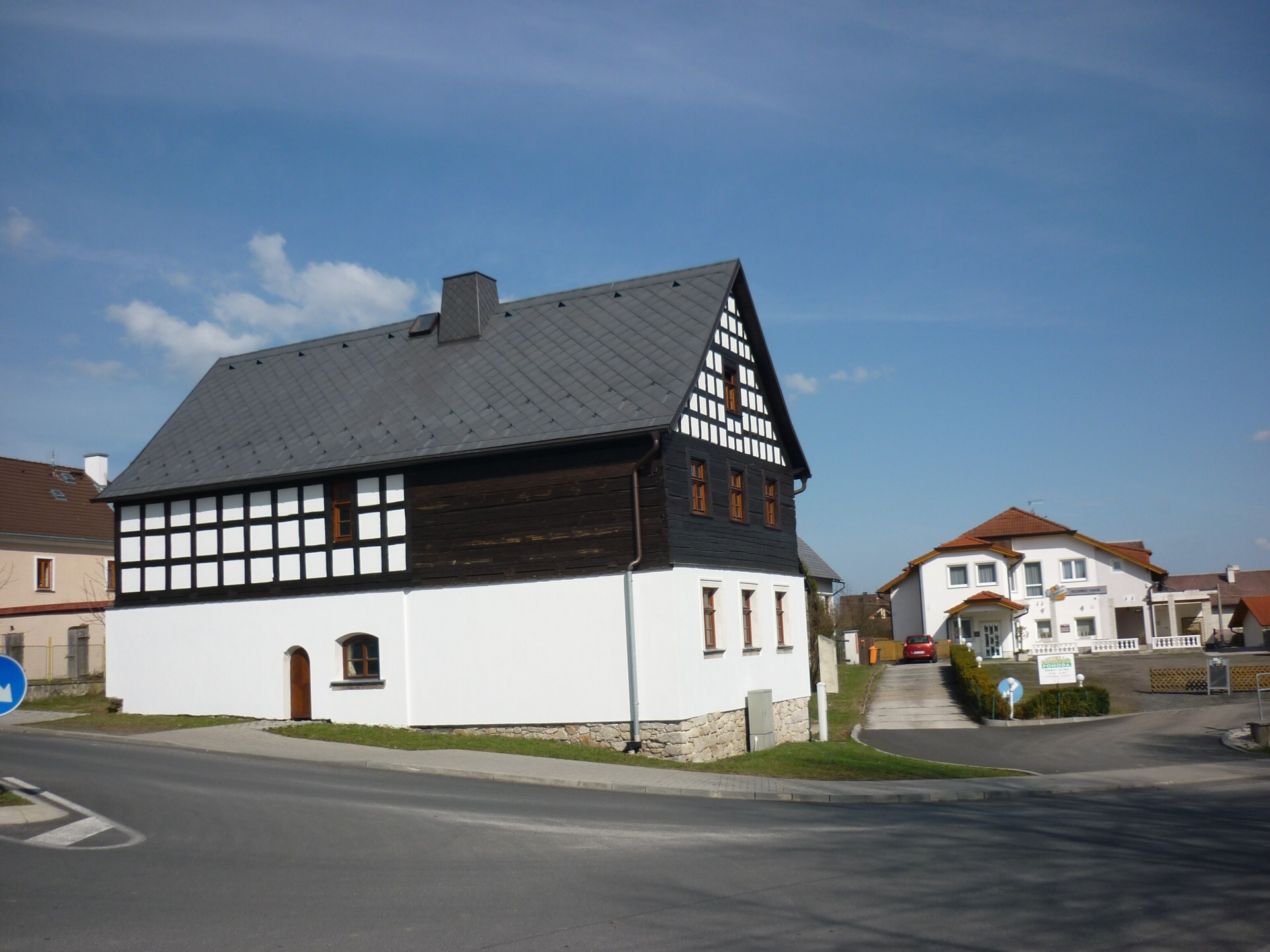
Centre de Skalná.